# Saint-Didier-de-Formans
Saint-Didier-de-Formans är en kommun i departementet Ain i regionen Auvergne-Rhône-Alpes i östra Frankrike. Kommunen ligger  i kantonen Trévoux som ligger i arrondissementet Bourg-en-Bresse. Kommunens areal är 6,53 km². År 2022 hade Saint-Didier-de-Formans 2 176 invånare.

## Befolkningsutveckling
Antalet invånare i kommunen Saint-Didier-de-Formans
Referens: INSEE